# 帕西忒亚

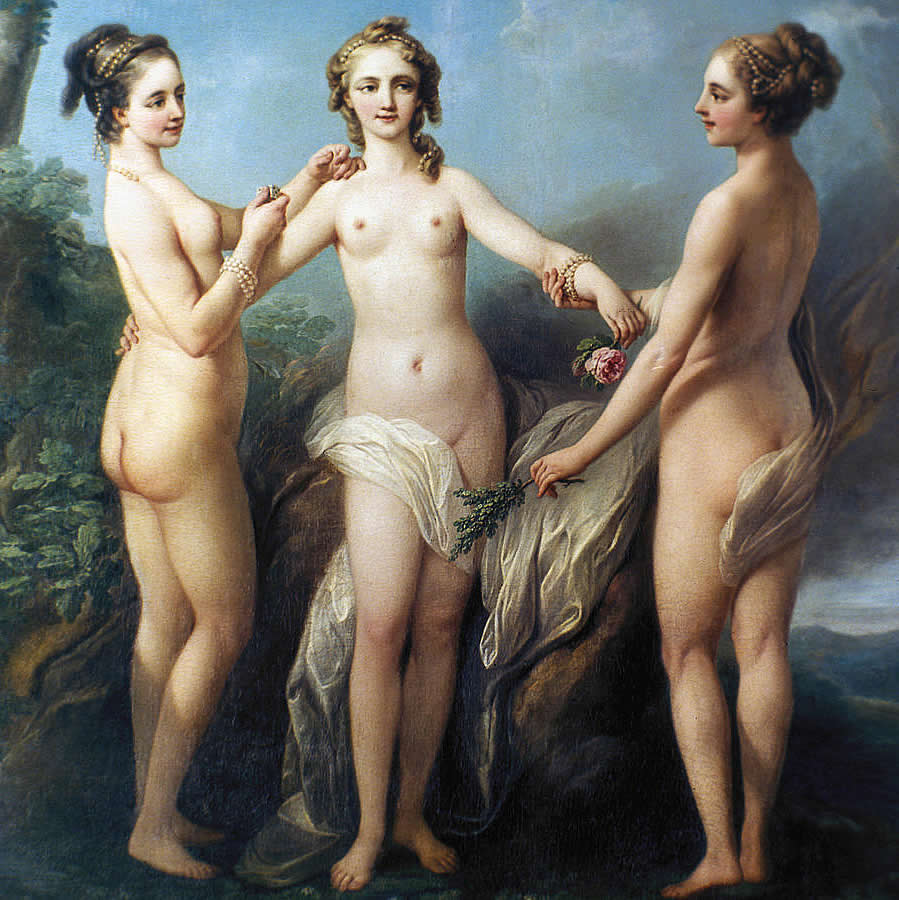
《美惠三女神》（The Three Graces），卡勒・凡・路(Carle van Loo)/画，1765

帕西忒亚（“万物”；又写作帕西提亚或帕西忒厄(Pasithee)）是希腊神话的美惠三女神—卡里忒斯中的幻觉女神 （页面存档备份，存于），为“万物”和“风采”的象征。赫西俄德《神谱》所举出的美惠三女神中并没有包含帕西忒亚这个名字。海仙女涅瑞伊得斯之一的海物神女帕西忒亚与其同名。
帕西忒亚这个名字首次出现在荷马史诗的《伊利亚特》中，最初荷马只用“cale、pasi、thea”这几个词提到美惠女神，因而对美惠女神的名字引发争议，后来一些学者将这几个词拆分为了卡勒（Cale、“美女(Beauty)”之意）和帕西忒亚（Pasithea），认为荷马在史诗中只提到这两位美惠女神的名字。《伊利亚特》第14卷中说在特洛伊战争期间，天后赫拉鼓动睡神许普诺斯将宙斯陷入沉睡，作为报答，赫拉许诺将美惠女神中最漂亮最年轻的帕西忒亚许配给他。古希腊诗人昆图斯（Quintus Smyrnaeus）著作的史诗《续荷马史诗》（Posthomerica）中也提到了帕西忒亚，说她是天后赫拉的女儿，许普诺斯的妻子。
索司特拉图斯（Sostratus）提到的美惠三女神正是象征着风采、美丽和欢乐的帕西忒亚（Pasithea）、卡勒（Cale）以及欧佛洛绪涅（Euphrosyne），她们都是天父宙斯的女儿；在这里，帕西忒亚就是赫西俄德《神谱》中的阿格莱亚，卡勒则是塔利亚。
以她的名字命名的卫星是2002年5月16日发现的木卫三十八。